# Le Vauroux
Le Vauroux är en kommun i departementet Oise i regionen Hauts-de-France i norra Frankrike. Kommunen ligger i kantonen Le Coudray-Saint-Germer som tillhör arrondissementet Beauvais. År 2022 hade Le Vauroux 500 invånare.

## Befolkningsutveckling
Antalet invånare i kommunen Le Vauroux
| Referens: INSEE |